# Lapinsaari (ö i Finland, Norra Savolax, Kuopio, lat 62,75, long 28,21)
Lapinsaari är en ö i Finland.   Den ligger i sjön Suvasvesi och i kommunen Kuopio i den ekonomiska regionen  Kuopio ekonomiska region  och landskapet Norra Savolax, i den centrala delen av landet, 300 km nordost om huvudstaden Helsingfors.